# Thermote & Vanhalst
TVH – Group Thermote & Vanhalst ist ein belgisches Unternehmen, welches im Markt von Gabelstaplern, Arbeitsbühnen, Landbaumaschinen und industriellen Nutzfahrzeugen tätig ist.
Das Unternehmen ist weltweit tätig im Vertrieb von Gabelstaplern und Verkauf von Ersatzteilen. Der Hauptsitz des internationalen Unternehmens ist in der westflämischen Stadt Waregem.

## Geschichte
TVH ist ein Familienunternehmen das von Paul Thermote & Paul Vanhalst, beide abstammend aus einer Landwirts-Familie, im Jahr 1969 in Gullegem gegründet wurde. Das Unternehmen wird heute in der zweiten Generation geführt.
Anfangs hat das Unternehmen landwirtschaftlichen Maschinen und ehemalige Armee-Gabelstapler gekauft, repariert und verkauft. In den ersten Jahren konzentrierte sich der Kauf von gebrauchten Gabelstaplern hauptsächlich auf Belgien und die angrenzenden Ländern. Der europäische Markt wurde hierfür zu klein und ist daher bis nach Japan erweitert worden.
Gebrauchte Gabelstapler wurden gekauft, repariert und in Europa wieder verkauft. Hierdurch entstand Nachfrage an Ersatzteilen für die Reparatur, woraus sich später die Haupttätigkeit des Unternehmens entwickelte, der Verkauf von Gabelstapler-Ersatzteilen.
Das Unternehmen wuchs von 96 Mitarbeitern 1989 auf mehr als 400 Mitarbeiter bis Ende der 1990er Jahre und bis Anfang 2017 schließlich auf 5000 Mitarbeiter.

## Unternehmensprofil
Das Unternehmen ist in mehr als 170 Ländern tätig. Neben dem Hauptsitz in Waregem, hat TVH auch einen regionalen Hauptsitz für Nord- und Südamerika in Olathe, Kansas (TVH Parts Co.).
TVH ist in zwei große Bereiche unterteilt, Parts & Accessories (Ersatzteile und Zubehör) und Rental & Equipment (Vermietung und Anbaugeräte). Rental & Equipment hat drei Abteilungen, die Equipment Division (Verkauf von neuen und gebrauchten Gabelstaplern), die Rental Division (kurz- und langfristige Vermietung von Gabelstaplern und Arbeitsbühnen) und die Service & Repair Division (Service und Reparatur). Die Rental Division ist in europäischen Ländern aktiv, zum Beispiel: Belgien, Niederlande, Luxemburg. Die Service & Repair Division ist ein Service den TVH nur in Belgien anbietet. Die Parts & Accessories Division und die Equipment Division sind in den wichtigsten Regionen aller fünf Kontinente, mit eigenen Niederlassungen und lokalen Warenlagern zugegen. Darüber hinaus verfügt TVH über ein Schulungszentrum zur Fahrerschulung und technischen Fortbildung.
TVH Parts hat eine Datenbank mit mehr als 20.000.000 Artikelnummern, wovon mehr als 500.000 Ersatzteile lagern. Im Webshop können Kunden Informationen über die Verfügbarkeit der Ersatzteile erhalten.
TVH ist Mehrheitseigner des deutschen Unternehmens Mateco, eines Vermieters von Arbeitsbühnen.